# Нохчмахкахойцы
Нохчмахкахойцы (чечен. Нохчмахкахой, также известны как ичкеринцы) — крупнейший чеченский тукхум. Чеченцы из равнинной, предгорной и горной Чечни, где проходили самые кровопролитные Кавказские войны XVIII—XIX вв., первая и вторая чеченские войны. В наши дни в него входят самые большие тайпы Чечни.
Общество Нохчмахкахой никогда не имело над собой прочно организованной власти и всегда отличалось своим духом независимости, своеволия и хищничества.
По преданиям, все нохчмахкахойские (ичкеринские) тайпы являются потомками родных братьев. Это братство, которое было зафиксировано и русскими исследователями досоветского периода, было закреплено ещё в Нашахе в период нахождения там общечеченского Совета старейшин страны (Мехк-кхел).

## Этимология
Нохчмахкахой в переводе с чеченского означает: «Жители чеченской земли». Историческая область Нохч-Мохк (Ичкерия) — это единственный регион в Чеченской Республике, имеющий общенациональное название на чеченском языке. Связано это с тем, что при заселении Нохч-Мохка земля делилась между представителями различных чеченских тайпов.

## Состав
Тайпы, входящие в туккхум Нохчмахкхой:
1. Айткхаллой, родовое село Айт-кхал, Курчалоевский район[6];
2. Аллерой, — родовое село Аллерой, Ножай-Юртовский район[6];
3. Белгатой, — родовое село Белгатой, Веденский район[6];
4. Беной, — родовое село Беной, Ножай-Юртовский район[6];
5. Бийтарой, — родовое село Гиляны, Ножай-Юртовский район[6];
6. Билтой, — родовое село Бильты, Ножай-Юртовский район[6];
7. Гендарганой, — родовое село Гендерген, Ножай-Юртовский район[6];
8. Гордалой, — родовое село Гордали, Ножай-Юртовский район[6];
9. Гуной, — родовое село Гуни, Веденский район[6];
10. Зандакой, — родовое село Зандак, Ножай-Юртовский район[6];
11. Ишхой, — родовые сёла: Ишхой-Хутор, Ножай-Юртовский район[6];
12. Курчалой, — родовое село Курчали Веденский район[6];
13. Сесаной, — родовое село Саясан, Ножай-Юртовский район[6];
14. Сингалхой, — родовое село Гендергеной, (ныне Новые Атаги), Шалинский район[7];
15. Харачой, — родовое село Харачой, Веденский район[6];
16. Центорой, — родовое село Центорой, Ножай-Юртовский район[6];
17. Чартой, — родовое село Чартой-юрт Шалинский район[6];
18. Чермой, — родовое село Махкеты, Веденский район[6];
19. Ширдий, — родовое село Ширдий-Мохк, Веденский район[6];
20. Шуоной, — родовое село Шуани, Ножай-Юртовский район[6];
21. Эгашбатой, — родовое село Агишбатой, Веденский район[6];
22. Элистанжхой, — родовое село Элистанжи, Веденский район[6];
23. Энгеной, — родовое село Энгеной, Ножай-Юртовский район[6];
24. Энакалой, — родовое село Эникали, Курчалоевский район[6];
25. Эрсеной, — родовое село Эрсеной, Веденский район[6];
26. Ялхой, — родовое село Ялхой-Мохк, Курчалоевский район[6].